# Таранник Ірина Володимирівна
Ірина Володимирівна Таранник (рос. Ирина Владимировна Таранник; нар. 12 жовтня 1985, Благовєщенськ, Амурська область, СРСР) — російська акторка театру і кіно. Лауреат премій «Золотий лист» та «Театральної премії МК».

## Життєпис
Ірина Таранник народилася 12 жовтня 1985 року в місті Благовєщенськ Амурської області. Незабаром сім'я переїхала в містечко Красний Сулін Ростовської області.
Брала участь в конкурсі «Міні-Міс-95», присвяченому двохсотріччя міста Суліна. Їй дістався гумористичний титул «Міс-Голлівуд».
Пізніше сім'я перебралася у Москву, де Ірина Таранник закінчила школу.
У 2008 році Ірина Таранник закінчила Вище театральне училище імені М. С. Щепкіна (курс В. Коршунова ).
З 2007 року акторка Російського академічного молодіжного театру.
У кіно Ірина Таранник дебютувала в короткометражці «Зробити Гейнер!». У 2006 році вона зіграла першу серйозну роль у кінострічці «Гра навпаки».

## Особисте життя
З липня 2014 року дружина актора Дениса Васильєва, з яким познайомилась ще в театральному училищі.
7 жовтня 2015 народила дочку.

## Ролі у театрі
Ролі у студентському Навчальному театрі ВТУ ім. Щепкіна
- «Школа лихослів'я» — Леді Сніруел;
- «LUV» — Еллен Менвілл;
- «Наш цирк» — Ілюзіон;
- 2007 — «Літо і дим» Теннессі Вільямс — Альма Вайнміллер.

Ролі у Російському академічному молодіжному театрі.
- 1989 — «Пригоди Тома Сойєра» Марк Твен. Режисер: Джон Кренні — Сьюзен Гарпер;
- 1999 — «Незнайко-мандрівник» Микола Носов. Режисер: Олексій Блохін — Ластівка;
- 2001 — «Принц і жебрак» Марк Твен. Режіссёр: Олексій Бородін — Єлизавета;
- 2007 — «Берег утопії» 1 частина. Подорож. Том Стоппард. Режисер: Олексій Бородін — Любов Бакуніна (Лауреат «Театральної премії МК» в номінації «Краща жіноча роль» в категорії «Початківці»);
- «Берег утопії». 3 частина. Викинуті на берег. Режисер: Олексій Бородін — Терезіне;
- 2008 — «Червоне і чорне» Стендаль. Режисер: Юрій Єрьомін — Еліза, служниця;
- 2010 — «Думайте про нас» Євген Клюєв. Режисер: Володимир Богатирьов — Марія;
- 2010 — «Чехов-GALA» Антон Чехов. Режисер: Олексій Бородін — Дашенька («Весілля»);
- 2010 — «Сентиментальні повісті» Михайло Зощенко. Режисер: Рустем Фесак — Тамара Омельченко;
- 2011 — «Rock'n'roll», Том Стоппард. Режисер: Адольф Шапіро — Джилліан;
- 2012 — «Участь Електри» Юджин О'Ніл. Режисер: Олексій Бородін — Гейзел;
- 2013 — «Мушкетери», А.Дюма. Режисер: Андрій Риклін — Королева;
- 2014 — «Нюрнберг», Еббі Манн. Режисер: Олексій Бородін.

## Ролі в кіно
- 2006 — «Слабкості сильної жінки» — епізод
- 2006 — «Гра навпаки» — Поліна
- 2009 — «Зробити Гейнер!» (короткометражний) — Марія
- 2009 — «Як же бути серцю» — епізод
- 2010 — «Шахта. Підірвана любов» — Ася, головна роль
- 2011 — «Фурцева. Легенда про Катерину» — Наталія Бессмертнова (Жизель), відома балерина
- 2011 — «Була тобі кохана» — Ольга, секретар Лоскутова
- 2012 — «Хто, якщо не я?» — Варвара Єпішева, позивачка
- 2012 — «Травневий дощ» — Ольга
- 2012 — «Думайте про нас» (фільм-вистава) — Марія
- 2012 — «Чехов-GALA» (фільм-вистава) — Дашенька
- 2012 — «Цікава Варвара» — Ольга, секретар Лоскутова
- 2013 — «Людський фактор» — Анна Кримова
- 2013 — «Ой, ма-моч-ки!» — Олена Покровська, телеведуча
- 2013 — «Цікава Варвара 2» — Ольга, секретар Лоскутова
- 2013 — «Я думав, ти будеш завжди» — Мила
- 2013 — «Мушкетери» (фільм-вистава) —  Анна Австрійська
- 2013 — «Будівництво» — Катя
- 2014 — «Справа Батагамі» — Ольга Шаповалова, вагітна коханка Панкова
- 2015 — «Сільський вчитель» — Валентина Миколаївна Теплова, вчителька російської мови і літератури
- 2016 — «Фото на недобру пам'ять» — Маша Єгорова[2]
- 2016 — «Кохання як стихійне лихо» — Ірина
- 2016 — «Доля на ім'я кохання» — Міла Корольова[3]
- 2017 — «Я ніколи не плачу» — Тіна[4]
- 2017 — «Калейдоскоп долі» — Ольга Вишневецька
- 2017 — «Краще, ніж люди»
- 2018 — «Особисті рахунки» — Інна Лесново, головна роль
- 2018 — «У полоні в брехні» — Наталя Копилова, головна роль
- 2018 — «Плата за порятунок» — Ксенія Гальперіна, головна роль[5]
- 2018 — «На краю кохання» — Марія Асташина, головна роль

## Призи та нагороди
- Театральна премія «Золотий лист» у номінації «Найкраща жіноча роль» за роль Альми в спектаклі «Літо і дим».
- Театральна премія «Московський Комсомолець» у номінації «Найкраща жіноча роль» в категорії «Початківці».